# Comuna Pîlîpovîci, Radomîșl
Pîlîpovîci (în ucraineană Пилиповицька сільська рада) este o comună în raionul Radomîșl, regiunea Jîtomîr, Ucraina, formată din satele Juravlînka, Kaitanivka, Peremijjea și Pîlîpovîci (reședința).

## Demografie
Componența lingvistică a comunei Pîlîpovîci
     Ucraineană (99,86%)
     Alte limbi (0,14%)
Conform recensământului din 2001, majoritatea populației comunei Pîlîpovîci era vorbitoare de ucraineană (99,86%), existând în minoritate și vorbitori de alte limbi.